# 43. Internationale Sechstagefahrt

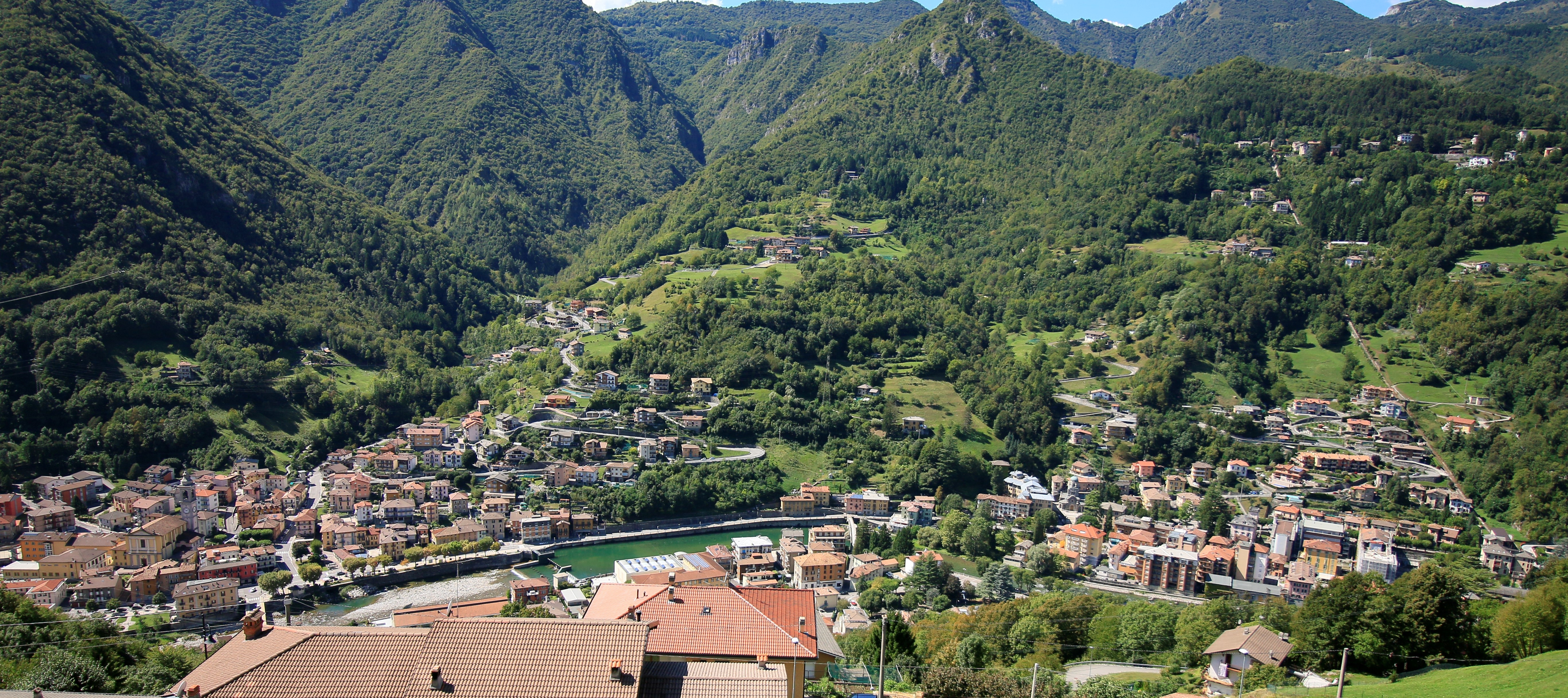
San Pellegrino Terme, Start- und Zielort der einzelnen Etappen

Die 43. Internationale Sechstagefahrt war ein Motorrad-Geländesportwettbewerb, der vom 30. September bis 5. Oktober 1968 im italienischen San Pellegrino Terme und in den Bergamasker Alpen stattfand. Die Nationalmannschaft der BRD konnte zum vierten Mal die World Trophy gewinnen. Die Silbervase gewann zum dritten Mal die italienische Nationalmannschaft.

## Wettkampf

### Organisation
Die Veranstaltung wurde zum fünften Mal in Italien ausgetragen, nachdem bereits die 13. (1931), 14. (1932), 23. (1948) und 26. Internationale Sechstagefahrt (1951) an Italien vergeben wurden. Ausrichter war die Federazione Motociclistica Italiana.
Für den Wettkampf waren 316 Fahrer von 16 Motorsportverbänden der FIM gemeldet. Um die Trophy-Wertung fuhren Mannschaften aus sieben Nationen zudem waren 22 Silbervasen-, 26 Fabrik- und 29 Club-Mannschaften am Start.

### 1. Tag
Von den 316 gemeldeten Fahrern nahmen 298 den Wettkampf auf. Ab Samstagabend gab es immer wieder starke Regenschauer, die auf die bereits im Parc fermé abgestellten Motorräder niedergingen. – Wohl auch deswegen bekamen zwölf Starter ihre Maschinen nicht innerhalb der vorgeschriebenen Zeit in Gang. 
Die erste Tagesetappe war 244 Kilometer lang, im Streckenverlauf waren fünf Zeitkontrollen eingerichtet. Es waren beträchtliche Höhenunterschiede zwischen San Pellegrino Terme (358 m s.l.m.) und dem höchsten Punkt im Verlauf, dem Passo San Marco (1985 m s.l.m.) zu überwinden. Das Wetter war kühl und regnerisch, in großen Höhen war Frost eingetreten. Die Sonderprüfung war eine Beschleunigungsprüfung über 400 m.
In der World Trophy führte die Mannschaft der BRD, vor der Mannschaft der ČSSR und der Mannschaft Italiens. In der DDR-Mannschaft kassierte Hans Weber zwei Strafpunkte wegen Zeitüberschreitung. Im Vergaser seiner Maschine hatte sich eine Schraubenfeder gelöst und den technischen Defekt hervorgerufen. Die Reparatur gelang ihm nicht mehr innerhalb der Sollzeit. Die österreichische Mannschaft belegte den 7. Platz.
Bei der Silbervasenwertung führte die bundesdeutsche A-Mannschaft vor der B-Mannschaft der DDR und der italienischen A-Mannschaft. In der A-Mannschaft der DDR erhielt Klaus Teuchert fünf Strafpunkte, da er seine MZ am Start nicht innerhalb der vorgeschriebenen Minute in Gang bekam, das Team belegte den 4. Platz.
44 Fahrer schieden aus dem Wettbewerb aus, davon waren 19 wegen Zeitüberschreitung disqualifiziert worden.

### 2. Tag
Die Strecke des zweiten Tages führte nach dem Start in den Nordosten, der entfernteste Punkt lag nördlich des Iseosees. Nach etwa 76 Kilometern begann ein zweimal zu durchfahrender Rundkurs von 58 Kilometern. Insgesamt waren so 268 Kilometer zu absolvieren. Das Wetter war für die Jahreszeit kühl und niederschlagsfrei.
Die Sonderprüfung war eine 8,5 Kilometer lange Geländeprüfung von Bivio Guadal (900 m s.l.m.) über den Monte Torrione (1300 m s.l.m.) ins Valle de Bisci (700 m s.l.m.).
In der World Trophy führte die Mannschaft der BRD, vor der Mannschaft der DDR und der Mannschaft ČSSR. Die Mannschaft Österreichs verbesserte sich auf den 5. Platz.
Bei der Silbervasenwertung führte wie am Vortag die A-Mannschaft der BRD vor der B-Mannschaft der DDR und der A-Mannschaft Italiens. Erneut hatte Klaus Teuchert in der A-Mannschaft der DDR Startprobleme und erhielt dafür zwei Strafpunkte. Ferner erhielt Horst Lohr drei Strafpunkte wegen Zeitüberschreitung. Das Team lag auf dem 5. Platz. Die B-Mannschaft der BRD belegte den 9. Platz.
34 Fahrer schieden aus dem Wettbewerb aus.

### 3. Tag
Die Etappe des dritten Tages war die Strecke des Vortags und in entgegengesetzter Richtung zu absolvieren. Auch die Sonderprüfung wurde auf dem gleichen Streckenstück und in entgegengesetzter Richtung gefahren. Das Wetter war mild und sonnig.
In der World Trophy führte weiter die Mannschaft der BRD, vor der Mannschaft der DDR und der Mannschaft ČSSR. Das österreichische Team lag weiter auf Platz 5.
Bei der Silbervasenwertung führte weiter die A-Mannschaft der BRD vor der B-Mannschaft der DDR und der A-Mannschaft Italiens. Die A-Mannschaft der DDR belegte den 5., die B-Mannschaft der BRD den 7. Platz.
15 Fahrer schieden aus dem Wettbewerb aus.

### 4. Tag
Die vierte Tagesetappe führte über 341 Kilometer. Nach einer Anfahrtsstrecke von 81,5 Kilometern war ein Rundkurs über 89 Kilometer zweimal zu durchfahren, anschließend ging es auf der Strecke des Vormittags zurück nach San Pellegrino Terme. Die Sonderprüfung war eine Bergprüfung auf einer asphaltierten Serpentinenstraße, wobei auf fünf Kilometern rund 300 Höhenmeter überwunden werden mussten.
In der World Trophy führte unverändert die Mannschaft der BRD, vor der Mannschaft der DDR und der Mannschaft ČSSR. Die Mannschaft Österreichs lag weiter unverändert auf dem 5. Platz.
Bei der Silbervasenwertung führte die A- vor der B-Mannschaft Italiens und der A-Mannschaft der DDR. In der B-Mannschaft der DDR erhielt Rolf Uhlig Strafpunkt durch Zeitüberschreitung infolge Defekte in der Elektrik seiner Simson. Am Ende des Fahrtags wurde Uhlig disqualifiziert, da er durch Verfahren eine Durchfahrtskontrolle verpasst hatte. Die B-Mannschaft der DDR belegte den 4., die B-Mannschaft der BRD den 6. Platz. Die A-Mannschaft der BRD belegte nach dem Ausfall von Rolf Witthöft den 9. Platz.
Elf Fahrer schieden aus dem Wettbewerb aus.

### 5. Tag
Am fünften Fahrtag war die Strecke des vierten Tages in entgegengesetzter Richtung zu absolvieren. Wieder war eine Bergprüfung über rund fünf Kilometer zu fahren. Das Wetter war weiterhin sonnig.
In der World Trophy führte die Mannschaft der BRD vor der Mannschaft der ČSSR und der Mannschaft Schwedens. In der DDR-Mannschaft musste Werner Salevsky nach zwei schweren Stürzen aufgeben, wodurch in der Wertung nur Platz 6 zu Buche stand. Team Österreich belegte nach wie vor den 5. Rang.
Bei der Silbervasenwertung führte die A-Mannschaft Italiens vor der A-Mannschaft der DDR und der Mannschaft der ČSSR. Die B-Mannschaft der BRD belegte Platz 4, die B-Mannschaft der DDR Platz 6 und die A-Mannschaft der BRD weiter Platz 9.
18 Fahrer schieden aus dem Wettbewerb aus.

### 6. Tag
Die letzte Tagesetappe führte über lediglich 134 Kilometer von San Pellegrino Terme nach Monza. Auf einem Teilstück kam es durch Zusammentreffen vieler Fahrer zu dichtem Gedränge in diesem Abschnitt. Die Fahrtleitung nahm daher im Nachgang diesen Abschnitt aus der Wertung. 
Das Abschlussrennen als letzte Sonderprüfung fand auf dem Autodromo Nazionale Monza statt. Laut Vorgaben mussten die Fahrer innerhalb von 30 Minuten entsprechend ihrer Klasse eine bestimmte Rundenzahl zurücklegen, wobei die ersten drei gleichzeitig auf Geschwindigkeit gefahren werden mussten, da sie in die Gut-Punktermittlung einbezogen wurden.
Vier Fahrer schieden aus dem Wettbewerb aus. Von 298 am ersten Tag gestarteten Fahrern erreichten 172 das Ziel.

## Endergebnisse

### World Trophy
| Platz | Team                            | Strafpunkte | Gut-Punkte |
| ----- | ------------------------------- | ----------- | ---------- |
| 1.    | BR Deutschland                  | 0           | 15.218,14  |
| 2.    | Tschechoslowakei                | 2           | 14.732,70  |
| 3.    | Schweden                        | 103         | 13.308,44  |
| 4.    | Deutsche Demokratische Republik | 202         | 13.455,98  |
| 5.    | Österreich                      | 232         | 15.371,39  |
| 6.    | Italien                         | 284         | 15.604,71  |
| 7.    | Vereinigtes Königreich          | 2280        | 5.797,52   |

### Silbervase
| Platz | Team                                           | Strafpunkte | Gut-Punkte |
| ----- | ---------------------------------------------- | ----------- | ---------- |
| 1.    | Italien (A-Mannschaft)                         | 1           | 10.117,34  |
| 2.    | Deutsche Demokratische Republik (A-Mannschaft) | 8           | 10.457,22  |
| 3.    | Tschechoslowakei                               | 36          | 9.745,28   |
| 4.    | Vereinigtes Königreich (A-Mannschaft)          | 127         | 10.413,13  |
| 5.    | Polen                                          | 128         | 10.536,89  |
| 6.    | Italien (B-Mannschaft)                         | 206         | 10.474,94  |
| 7.    | Deutsche Demokratische Republik (B-Mannschaft) | 219         | 10.577,05  |
| 8.    | BR Deutschland (B-Mannschaft)                  | 259         | 9.217,75   |
| 9.    | BR Deutschland (A-Mannschaft)                  | 322         | 9.047,71   |
| 10.   | Vereinigte Staaten (B-Mannschaft)              | 417         | 11.834,15  |
| 11.   | Schweden (B-Mannschaft)                        | 666         | 6.996,68   |
| 12.   | Vereinigtes Königreich (B-Mannschaft)          | 718         | 8.359,07   |
| 13.   | Irland                                         | 1031        | 8.847,13   |
| 14.   | Vereinigte Staaten (A-Mannschaft)              | 1173        | 10.827,96  |
| 15.   | Schweden (A-Mannschaft)                        | 1173        | 7.874,35   |
| 16.   | Spanien (A-Mannschaft)                         | 1187        | 6.370,80   |
| 17.   | Niederlande (B-Mannschaft)                     | 1316        | 8.217,27   |
| 18.   | Belgien                                        | 1396        | 7.027,02   |
| 19.   | Niederlande (A-Mannschaft)                     | 1432        | 4.633,86   |
| 20.   | Spanien (B-Mannschaft)                         | 1541        | 7.183,36   |
| 21.   | Finnland                                       | 1683        | 2.520,09   |
| 22.   | Schweiz                                        | 1818        | 5.120,46   |

### Club-Mannschaften
| Platz | Team                 | Strafpunkte | Gut-Punkte |
| ----- | -------------------- | ----------- | ---------- |
| 1.    | ADAC Nürnberg        | 22          | 8448,11    |
| 2.    | ADMV                 | 31          | 8493,74    |
| 3.    | Ustredni             | 31          | 7508,43    |
| 4.    | GST                  | 32          | 8217,11    |
| 5.    | ADAC München C       | 132         | 8314,40    |
| 6.    | ADAC Dortmund        | 293         | 6200,20    |
| 7.    | ADAC München B       | 340         | 6053,14    |
| 8.    | MC Bergamo B         | 352         | 6914,26    |
| 9.    | ADAC München A       | 524         | 6584,34    |
| 10.   | MC Bergamo D         | 526         | 6465,25    |
| 11.   | ADAC Köln            | 554         | 5841,61    |
| 12.   | ADAC Württemberg     | 559         | 5091,94    |
| 13.   | MC Bergamo A         | 561         | 5623,74    |
| 14.   | Helsingin Motory     | 643         | 2651,70    |
| 15.   | ADAC Karlsruhe       | 654         | 6924,66    |
| 16.   | MC Bergamo E         | 822         | 4363,15    |
| 17.   | ADAC Hannover        | 856         | 2765,88    |
| 18.   | RAF Motor Sports     | 915         | 7571,81    |
| 19.   | MC Bergamo C         | 926         | 2780,39    |
| 20.   | MC Costa Volpino     | 971         | 2928,92    |
| 21.   | Motorsport Frankfurt | 1125        | 3113,91    |
| 22.   | MC Bergamo F         | 1210        | 2876,89    |
| 23.   | ADAC Hamburg         | 1275        | 3560,28    |
| 24.   | ADAC Kiel            | 1279        | 3235,06    |

Folgende Clubmannschaften gaben den Wettbewerb auf/schieden aus:
 ADAC Berlin West
 Holland Oost
 Sunbeam MCC
 Royal Marine
 Southend on Sea MCC

### Fabrik-Mannschaften
| Platz | Team              | Strafpunkte | Gut-Punkte |
| ----- | ----------------- | ----------- | ---------- |
| 1.    | Simson            | 0           | 8263,16    |
| 2.    | Morini B          | 0           | 7880,38    |
| 3.    | Zündapp B         | 0           | 7578,51    |
| 4.    | Zündapp A         | 0           | 7577,57    |
| 5.    | Jawa C            | 2           | 7793,55    |
| 6.    | MZ B              | 3           | 7706,17    |
| 7.    | MZ C              | 3           | 7149,69    |
| 8.    | Gilera B          | 7           | 7922,26    |
| 9.    | Jawa A            | 8           | 6935,74    |
| 10.   | Puch A            | 13          | 7926,37    |
| 11.   | Gilera A          | 23          | 7981,85    |
| 12.   | Jawa B            | 28          | 7242,44    |
| 13.   | Neckermann-Jawa C | 30          | 8111,27    |
| 14.   | Neckermann-Jawa A | 46          | 6759,51    |
| 15.   | Neckermann-Jawa B | 60          | 7707,74    |
| 16.   | MZ A              | 204         | 4651,62    |
| 17.   | Laverda           | 207         | 5495,10    |
| 18.   | Morini A          | 261         | 5351,07    |
| 19.   | Puch B            | 300         | 4929,57    |
| 20.   | Suzuki B          | 335         | 5917,49    |
| 21.   | Gilera C          | 442         | 3200,48    |
| 22.   | Bultaco A         | 587         | 5337,13    |
| 23.   | Suzuki A          | 941         | 3033,23    |
| 24.   | Bultaco B         | 1217        | 3065,37    |
| 25.   | Ossa A            | 1515        | 0          |
| 26.   | Ossa B            | 1733        | 0          |

### Einzelwertung
| Klasse  | Starter | Gold | Silber | Bronze | Ausfall/Disqualifikation | Ausfall/Disqualifikation | Ausfall/Disqualifikation | Ausfall/Disqualifikation | Ausfall/Disqualifikation | Ausfall/Disqualifikation | Ausfall/Disqualifikation |
| Klasse  | Starter | Gold | Silber | Bronze | 1. Tag                   | 2. Tag                   | 3. Tag                   | 4. Tag                   | 5. Tag                   | 6. Tag                   | Gesamt                   |
| ------- | ------- | ---- | ------ | ------ | ------------------------ | ------------------------ | ------------------------ | ------------------------ | ------------------------ | ------------------------ | ------------------------ |
| 50 cm³  | 16      | 4    | 7      | 2      | 0                        | 1                        | 2                        | 0                        | 0                        | 0                        | 3                        |
| 75 cm³  | 13      | 6    | 2      | 0      | 1                        | 1                        | 0                        | 1                        | 2                        | 0                        | 5                        |
| 100 cm³ | 23      | 6    | 4      | 2      | 1                        | 6                        | 1                        | 1                        | 2                        | 0                        | 11                       |
| 125 cm³ | 65      | 9    | 11     | 22     | 6                        | 5                        | 4                        | 4                        | 4                        | 0                        | 23                       |
| 175 cm³ | 35      | 6    | 9      | 6      | 2                        | 5                        | 1                        | 2                        | 4                        | 0                        | 14                       |
| 250 cm³ | 89      | 4    | 18     | 20     | 28                       | 6                        | 4                        | 2                        | 5                        | 2                        | 47                       |
| 350 cm³ | 25      | 7    | 6      | 3      | 2                        | 6                        | 1                        | 0                        | 0                        | 0                        | 9                        |
| 500 cm³ | 26      | 4    | 9      | 3      | 3                        | 2                        | 1                        | 1                        | 1                        | 2                        | 10                       |
| 750 cm³ | 6       | 0    | 1      | 1      | 1                        | 2                        | 1                        | 0                        | 0                        | 0                        | 4                        |
| Gesamt  | 298     | 46   | 67     | 59     | 44                       | 34                       | 15                       | 11                       | 18                       | 4                        | 126                      |